# Brighten the Corners
Brighten the Corners é o quarto álbum de estúdio da banda Pavement, lançado a 11 de Fevereiro de 1997.
O disco foi reeditado a 9 de Dezembro de 2008, numa edição dupla chamada Brighten the Corners: Nicene Creedence Edition.
| Críticas profissionais                                                      | Críticas profissionais |
| Avaliações da crítica                                                       | Avaliações da crítica  |
| Fonte                                                                       | Avaliação              |
| --------------------------------------------------------------------------- | ---------------------- |
| allmusic                                                                    | [ 2 ]                  |
| Pitchfork                                                                   | (8.6/10)               |
| Robert Christgau                                                            | (A)                    |
| Rolling Stone                                                               | (Favorável)            |
| The Quietus                                                                 | (sem nota)             |
| Esta tabela precisa de ser acompanhada por texto em prosa. Consulte o guia. |                        |

## Faixas
Todas as faixas por Stephen Malkmus, exceto onde anotado.
1. "Stereo" - 3:07
2. "Shady Lane/J vs. S" - 3:50
3. "Transport is Arranged" - 3:52
4. "Date w/ IKEA" (Scott Kannberg) - 2:39
5. "Old to Begin" - 3:22
6. "Type Slowly" - 5:20
7. "Embassy Row" - 3:51
8. "Blue Hawaiian" - 3:33
9. "We Are Underused" - 4:12
10. "Passat Dream" (Scott Kannberg) - 3:51
11. "Starlings of the Slipstream" - 3:08
12. "Fin" - 5:24